# Horní Lideč
Horní Lideč är en ort i Tjeckien.   Den ligger i regionen Zlín, i den östra delen av landet, 280 km öster om huvudstaden Prag. Horní Lideč ligger 464 meter över havet och antalet invånare är 1 379.
Terrängen runt Horní Lideč är huvudsakligen kuperad, men den allra närmaste omgivningen är platt. Runt Horní Lideč är det ganska glesbefolkat, med 35 invånare per kvadratkilometer. Närmaste större samhälle är Vsetín, 18,1 km norr om Horní Lideč. I omgivningarna runt Horní Lideč växer i huvudsak blandskog.